# Genlias
Genlias was een via internet vrij toegankelijke database van informatie uit de Burgerlijke Stand van Nederland en de Nederlandse Antillen. 

## Ontstaan
Het was een gezamenlijk product van diverse archiefdiensten. Het initiatief lag bij de regionale historische centra in de provinciehoofdsteden (de voormalige rijksarchieven), aangezien daar in principe alle Burgerlijke Stand-registers van iedere provincie worden bewaard. Ten behoeve van de invoer van de akten uit Zuid-Holland hebben zich meerdere gemeentearchieven uit deze provincie bij het project aangesloten.
De belangrijkste gegevens uit de officiële Burgerlijke Stand-akten werden in de database samengebracht. Het streven was om ook informatie uit andere bronnen (memories van successie) en oudere bronnen (de Doop-, Trouw- en Begraafboeken (DTB) van de kerken) in het systeem op te nemen.
De database begon als www-lias.rad.archief.nl in 1998, er moest ingelogd worden. In 2002 kwam de domeinnaam www.genlias.nl, inloggen hoefde niet meer. De beginpagina bleef er vanaf 2003 tot de sluiting op 1 januari 2013 hetzelfde uitzien. De naam Genlias was een samentrekking van de woorden genealogie, oftewel stamboomonderzoek, en lias, hetgeen de naam is voor een bundel aaneengeregen papieren, een vroeger veel gebruikte bewaarmethode.

## Bezoekersaantallen en andere cijfers
In 2006 had de website 717.000 bezoekers. In 2009 was dat aantal gestegen tot 2 miljoen. Eind 2011 waren circa 16.000.000 akten met ruim 55.000.000 naamsvermeldingen in Genlias beschikbaar. Het belangrijkste onderdeel hiervan waren de huwelijksakten uit de periode 1811-1922, die van veel deelnemende archiefdiensten inmiddels volledig beschikbaar waren. In maart 2007 werd Genlias uitgebreid met circa de helft van de gegevens van de Burgerlijke Stand van de Nederlandse Antillen uit de periode 1828-1950. In 2009 werden er zo'n 55 miljoen complexe zoekvragen ingetikt.

## Verdwijnen
Per 1 januari 2013 is Genlias niet meer beschikbaar. De deelnemende archieven hebben het beheer in handen gegeven van CBG Centrum voor familiegeschiedenis, die de historische gegevens van de Burgerlijke Stand sinds die tijd op commerciële basis exploiteert. CBG heeft daartoe een nieuwe databank gelanceerd, genaamd WieWasWie. Voor het gebruik van een belangrijk deel van de zoek- en exportfuncties van deze databank moet sindsdien worden betaald.